# گرند پورتیج (کامیونیتی)، مینه‌سوتا
گرند پورتیج (به انگلیسی: Grand Portage) یک منطقهٔ مسکونی در ایالات متحده آمریکا است که در Grand Portage واقع شده‌است. گرند پورتیج ۱۲۰ نفر جمعیت دارد و ۱۹۲٫۰۳ متر بالاتر از سطح دریا واقع شده‌است.